# Павловська Людмила Михайлівна
Павловська Людмила Михайлівна  (25 березня 1945) — українська письменниця.

## Біографія
Людмила Павловська народилася в місті Полоцьк  Вітебської області 25 березня 1945 року в родині військовослужбовців.
З 1946 р. жила в смт Черняхів Житомирської області, де закінчила 4 класи (1951-1955 рр.).
З 1956 по 1961 рр. проживала в м. Житомирі і навчалась в україномовній школі № 23, яку закінчила в 1961 р.
З 1961 по 1966 р. навчалась в Московському кооперативному інституті Центросоюза, де здобула фах економіста.
Після закінчення навчання повернулась в м. Житомир, розпочала свій трудовий шлях в облспоживспілці, де працювала за фахом.
Довгий час разом з чоловіком, військово-морським лікарем, проживала і працювала в Криму (м. Севастополь і м. Сімферополь). Працювала в Міністерстві зовнішньо-економічних зв’язків і захисту прав споживачів.
З поверненням до м. Житомира, в 2000 році, захопилася літературною творчістю, почала відвідувати заняття і заходи Обласної літературної студії імені Михайла Клименка, де довгий час була її секретарем. Студію започаткував і проводив знаний краєзнавець, поет Валентин Грабовський  при Житомирському комунальному книжково-газетному видавництві «Полісся».

## Літературна творчість
Сприятлива творча атмосфера міста Житомира дала поштовх до розвитку літературної творчості Людмили Павловської. Згодом стає відома читачам як поетеса, прозаїк, автор пісень. Вона проводить зустрічі з дітьми в бібліотеках, школах міста Житомира, області та поза її межами, дарує бібліотекам свої книги.
Творча співдружність з відомими українськими композиторами, заслуженими діячами мистецтв України Борисом Мельничуком та Іваном Островерхим, сприяла створенню ними музики на вірші Людмили Павловської. Так, пісня «Про Житомир» увійшла в збірку місцевих авторів «Місто моє чарівне», а «Радість обрання» була надрукована в авторській збірці «Запитаймо себе» Бориса Мельничука. Чимало пісень увійшли до авторського збірника «Мої пісні тобі, Україно» Івана Островерхого та в спільні з ним збірки для дітей.